# وينستون فان كويلنبرغ
وينستون فان كويلنبرغ (مواليد 11 يناير 1943) هو ملاكم سريلانكي، مثّل بلاده في الألعاب الأولمبية الصيفية 1964.

## روابط خارجية
وينستون فان كويلنبرغ على موقع اللجنة الأولمبية الدولية (الإنجليزية)
- وينستون فان كويلنبرغ على موقع أوليمبيديا (الإنجليزية)